# Vasile Huțanu
Vasile Huțanu, född 1 juni 1954 i Bukarest, död 24 februari 2014 i Bukarest, var en rumänsk ishockeyspelare. Huțanu spelade för CSA Steaua București åren 1976–1986. Han var bror till Gheorghe Huțanu.
Huțanu deltog i den olympiska ishockeyturneringen i Innsbruck år 1976 där Rumänien fick en sjundeplats.